# Colonia Santa Cruz, Morelos
Colonia Santa Cruz är en ort i Mexiko.   Den ligger i kommunen Xochitepec och delstaten Morelos, i den sydöstra delen av landet, 70 km söder om huvudstaden Mexico City. Colonia Santa Cruz ligger 1 184 meter över havet och antalet invånare är 105.
Terrängen runt Colonia Santa Cruz är kuperad norrut, men söderut är den platt. Runt Colonia Santa Cruz är det tätbefolkat, med 591 invånare per kvadratkilometer. Närmaste större samhälle är Cuernavaca, 13,3 km norr om Colonia Santa Cruz. I omgivningarna runt Colonia Santa Cruz växer huvudsakligen savannskog.